# محمد أسلم وطنجار
محمد أسلم وطنجار (بالبشتوية: محمداسلم وطنجار، 1946 – نوفمبر 2000) كان ضابطًا عسكريًا وسياسيًا أفغانيًا. لعب دوراً هاماً في انقلاب عام 1978 الذي قتل الرئيس الأفغاني محمد داود خان مما أدى إلى بدء ثورة ثور. أصبح وطنجار في وقت لاحق عضوًا في المكتب السياسي في جمهورية أفغانستان الديمقراطية المدعومة من قبل السوفيت.